# Bartosz Salamon
Bartosz Salamon, född 1 maj 1991, är en polsk fotbollsspelare som spelar för Lech Poznań och Polens herrlandslag i fotboll, där han är med i truppen vid fotbolls-EM 2024. Han ingick även i Polens trupp vid fotbolls-EM 2016 men den gången fick han ingen speltid.
I april 2023 testade Salamon positivt för klortalidon efter en match mot Djurgårdens IF i Stockholm i Uefa Conference League där Lech Poznań tog sig till kvartsfinal och Uefa reagerade omedelbart med tre månaders avstängning. Lech meddelade att man överklagar beslutet. Slutligen fick Salamon åtta månaders avstängning som upphörde i december 2023. Hans första match efter avstägningen var mot Radomiak Radom den 16 december 2023.

## Meriter

### Lagmeriter
Cagliari Calcio
- Serie B: 2015/2016

 Lech Poznań
- Ekstraklasa: 2021/2022

### Individuella meriter
- Säsongens försvarare i Ekstraklasa 2021/2022 (Ekstraklasagala 2022)